# Beaulieu (La Réunion)

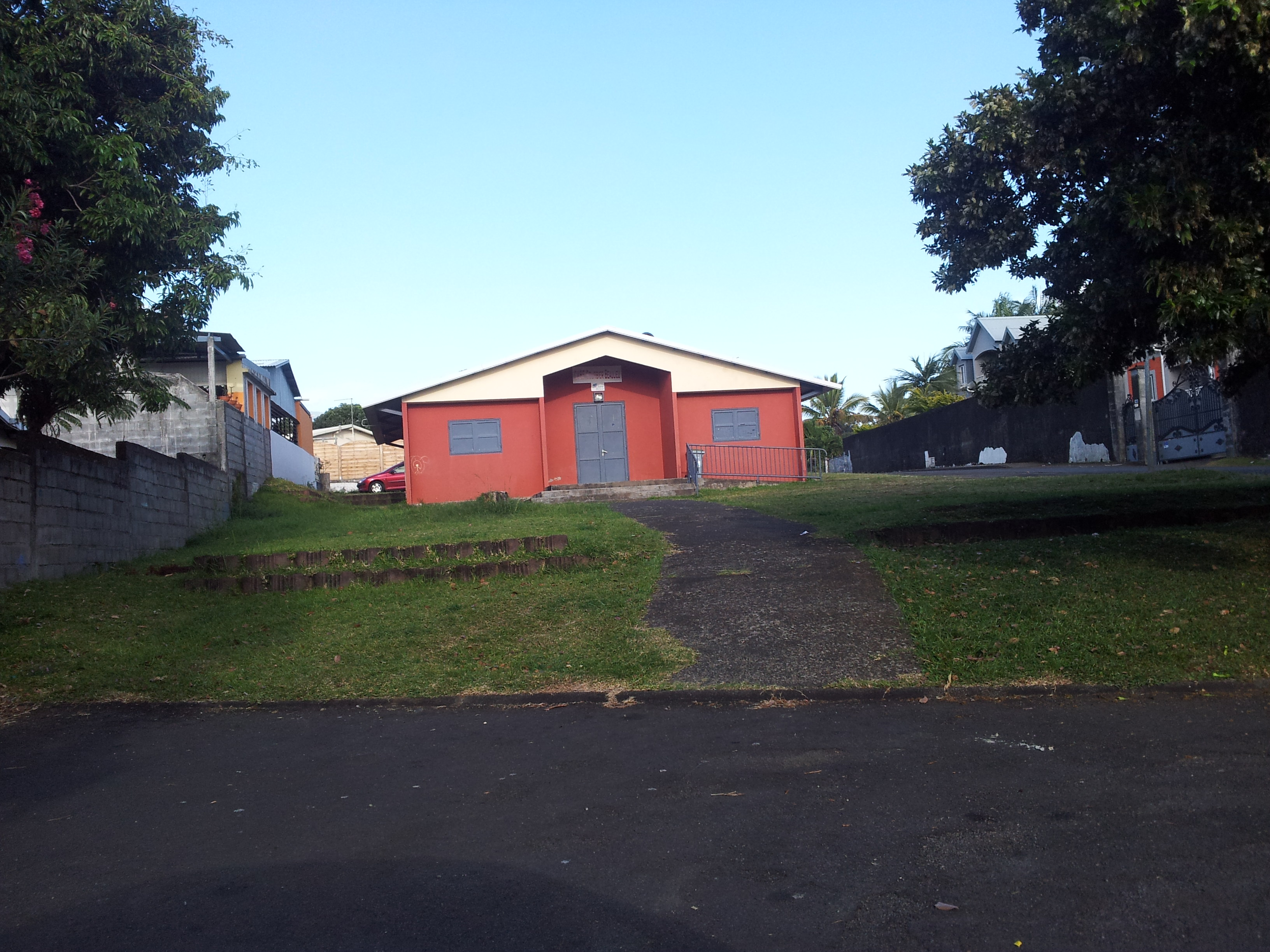
Case de Beaulieu

Beaulieu est un lieu-dit de l'île de La Réunion, département d'outre-mer français dans le sud-ouest de l'océan Indien. Il constitue un quartier de la commune de Saint-Benoît, au sein duquel est implanté le centre commercial Beaulieu. 
Le quartier abritait autrefois une ancienne usine sucrière construite en 1784 par Louis Laisné de Beaulieu et qui était à l'époque la première petite fabrique de sucre de canne fonctionnant grâce à un moulin à eau, employant les eaux déviées de la rivière des Marsouins. Elle fournissait jusqu'à vingt tonnes de sucre. Il n'en reste rien  car un cyclone la ravagea en  1793. Elle resta établissement sucrier et propriété de la famille Hubert-Delisle jusqu'à ce qu'elle fut racheté par le crédit foncier. L'usine ferma ses portes en 1912.
Le quartier regroupe aujourd'hui le collège Hubert-Delisle (appelé aussi plus couramment « collège Beaulieu »), l’école primaire publique Beaulieu, la caserne Beaulieu de la gendarmerie nationale, la maison de retraite Le Moutardier et un centre de formation professionnelle et de promotion agricole (CFPPA). 
Le quartier accueille aussi, en une zone organisée autour du centre commercial Beaulieu, plusieurs enseignes : Midas, E.Leclerc, Picard, Weldom et McDonald's.